# Atum: A Rock Opera in Three Acts

Atum: A Rock Opera in Three Acts é o décimo segundo álbum de estúdio da banda de rock alternativo estadunidense The Smashing Pumpkins, e é o último a contar com a presença do guitarrista Jeff Schroeder após a sua saída no final de 2023. O álbum foi lançado em três par separadas de 11 músicas : Atum: Act One foi lançado em 15 de novembro de 2022, Atum: Act Two foi lançado em 31 de janeiro de 2023 e Atum: Act Three foi lançado em 5 de maio de 2023. Um box físico contendo todas as 33 músicas, junto com um grupo de 10 músicas exclusivas adicionais, sob o título "Zodeon at Crystal Hall", foi lançado no início de maio de 2023.
Anunciado como uma sequência de uma suposta trilogia de álbuns de Mellon Collie and the Infinite Sadness (1995) e Machina/The Machines of God (2000), Atum: A Rock Opera in Three Acts é um álbum conceitual . O álbum continua a história interconectada dos álbuns mencionados anteriormente. A história acompanha Shiny, anteriormente conhecido como Zero ( Mellon Collie and the Infinite Sadness ) e Glass ( Machina/The Machines of God ), enquanto ele luta contra seu exílio e as ramificações de seu legado. O álbum também conta a história da perspectiva de vários personagens, incluindo June, Osirah e uma organização conhecida como The X+I. Produzido somente pelo vocalista e guitarrista Billy Corgan, o álbum tem elementos de rock alternativo, rock eletrônico, rock progressivo e synthpop . Com pouca adição das guitarras pesadas, como nos álbuns anteriores, ATUM contém ainda mais elementos eletrónicos do que do clássico rock/metal alternativo dos álbuns mais antigos.

### Zodeon no Crystal Hall

Simmatar/Magdalena 7" single artwork pela artista Liz Hirsch